# Янг Афрікан
Футбольний клуб «Янг Афрікан» (англ. Young African Football Club) — намібійський професійний футбольний клуб з міста Гобабіс, який грає в Прем'єр-лізі Намібії. Клуб був заснований колишнім футболістом збірної Намібії Малеагі Нгаріземо.

## Історія
У 2016 році клуб піднявся до Прем'єр-ліги Намібії, однак цей сезон був скасований через конфлікти між клубами та Прем'єр-лігою Намібії.
У 2017 році клуб «Янг Афрікан» виграв Кубок Намібії, перемігши у фіналі «Мігхті Ганнерз» з рахунком 3-2.
«Янг Афрікан» зіграв 8 ігор у сезоні 2018—2019 років, після чого команду виключили з ліги, оскільки команда «зареєструвала гравця з неправдивими ідентифікаційними даними, а також порушили правило 52.4 Посібника з футбольних правил НПЛ щодо корупційних, нечесних або незаконних дій». Після звернення до Футбольної асоціації Намібії клуб було відновлено в Прем'єр-лізі, але йому довелося заплатити штраф у розмірі 100 тисяч намібійських доларів.

## Титули і досягнення
- Володар Кубка Намібії (1): 2017